# 辛杜里亚
辛杜里亚（Sinduria），是印度贾坎德邦Garhwa县的一个城镇。总人口5951（2001年）。

## 人口
该地2001年总人口5951人，其中男性3190人，女性2761人；0—6岁人口917人，其中男465人，女452人；识字率60.16%，其中男性为67.27%，女性为51.94%。